# Каобанг
Каобанг (в'єт. Cao Bằng) — місто у північному В'єтнамі, столиця провінції Каобанг.

## Клімат
Місто знаходиться у зоні, котра характеризується вологим субтропічним кліматом. Найтепліший місяць — червень із середньою температурою 27.8 °C (82 °F). Найхолодніший місяць — січень, із середньою температурою 13.9 °С (57 °F).
| Клімат Каобанга         | Клімат Каобанга | Клімат Каобанга | Клімат Каобанга | Клімат Каобанга | Клімат Каобанга | Клімат Каобанга | Клімат Каобанга | Клімат Каобанга | Клімат Каобанга | Клімат Каобанга | Клімат Каобанга | Клімат Каобанга | Клімат Каобанга |
| Показник                | Січ.            | Лют.            | Бер.            | Квіт.           | Трав.           | Черв.           | Лип.            | Серп.           | Вер.            | Жовт.           | Лист.           | Груд.           | Рік             |
| Абсолютний максимум, °C | 28              | 32              | 37              | 36              | 37              | 37              | 38              | 37              | 36              | 33              | 32              | 27              | 38              |
| Середній максимум, °C   | 18              | 18              | 23              | 27              | 30              | 32              | 32              | 31              | 31              | 27              | 24              | 20              | 26              |
| Середня температура, °C | 13              | 14              | 19              | 23              | 26              | 27              | 27              | 27              | 26              | 22              | 20              | 15              | 22              |
| Середній мінімум, °C    | 9               | 11              | 16              | 19              | 22              | 23              | 23              | 23              | 22              | 18              | 16              | 11              | 18              |
| Абсолютний мінімум, °C  | −1              | 2               | 7               | 8               | 12              | 17              | 20              | 17              | 15              | 12              | 8               | 0               | −1              |
| Норма опадів, мм        | 10              | 30              | 20              | 60              | 180             | 260             | 270             | 280             | 140             | 100             | 40              | 10              | 1460            |
| Днів з дощем            | 1               | 2               | 2               | 4               | 5               | 14              | 15              | 15              | 9               | 7               | 4               | 1               | 83              |
| Вологість повітря, %    | 76              | 80              | 80              | 78              | 77              | 80              | 84              | 85              | 84              | 82              | 84              | 82              | 81              |
| ----------------------- | --------------- | --------------- | --------------- | --------------- | --------------- | --------------- | --------------- | --------------- | --------------- | --------------- | --------------- | --------------- | --------------- |
| Джерело: Weatherbase    |                 |                 |                 |                 |                 |                 |                 |                 |                 |                 |                 |                 |                 |